# Monte Carpasina
Monte Carpasina è un sito di interesse comunitario della Regione Liguria istituito con Decreto Ministeriale 25 marzo 2005, ai sensi della Direttiva 92/43/CEE (Direttiva Habitat).
Comprende un'area di 1353 ettari nei territori dei comuni di Borgomaro, Molini di Triora e Montalto Carpasio (nella frazione di Carpasio), in provincia di Imperia.